# Гаптофобия
Гаптофо́бия (др.-греч. ἅπτω — «прикасаюсь» и φόβος — «страх»; также известна как афефо́бия, гафефо́бия, гафофо́бия, гапнофо́бия, гаптефо́бия, тактилофо́бия, афенфосмофобия, зинчафобия, тиксофобия) — редкая специфическая фобия, навязчивый страх, боязнь прикосновения окружающих людей. Наблюдается при обсессивно-компульсивном расстройстве и психастении. Проявляется как страх вторжения или загрязнения, распространяющийся даже на близких знакомых человека, страдающего гаптофобией.
Гаптофобия является сильно гипертрофированным обычным стремлением человека «защищать» своё личное пространство, нежеланием прикасаться и общаться с другими людьми, особенно незнакомыми. Относится к числу наиболее редко встречающихся видов фобий.
Гаптофобия — это собирательный термин, он обозначает страх прикосновения любых людей. Тактилофобия — это боязнь прикосновений незнакомцев. Но зачастую эти слова считают синонимами.
Человек испытывает резкую неприязнь с проявлением вегетативных реакций организма, как при любой фобии. 

## Особенности
Часто гаптофобия ограничивается только боязнью прикосновения к людям противоположного пола. У женщин это часто связывается со страхом изнасилования. Мишель Доре указывает, что многие мальчики, бывшие жертвами сексуального насилия, страдали от гаптофобии. Так, один из пострадавших, опрошенный Доре, говорил, что любое прикосновение к нему «жжет его, как огнём, или бросает в холод, или заставляет вздрогнуть», и что он хочет, чтобы к нему даже близко никто не подходил.
Иррациональный страх того, что кто-то прикоснется к тебе, не связан с другими тревожными состояниями вроде социальной фобии или боязни близости. Многие люди, страдающие от гаптофобии, способны формировать крепкие дружеские узы или отношения. Хотя в этом случае у них может появиться еще один страх – того, что близкий уйдет, не получив должного проявления физической привязанности. Когда человек с гаптофобией уклоняется от прикосновений, другой может почувствовать себя отвергнутым.
По мнению австрийского писателя Элиаса Канетти, страх прикосновения является одной из важных доминант поведения любого человека и освободить от этого страха может только нахождение в толпе.

## Физические симптомы гаптофобии
Гаптофобия часто может сопровождаться физическими нарушениями, такими как головокружение, тошнота, тремор конечностей, слабость, панические атаки.
Гаптофоб резко реагирует на касания (вздрагивает), а его лицо может выразить испуг и брезгливость одновременно. Могут возникнуть проблемы с дыханием, появиться дрожь. Наблюдаются всплески агрессии или приступы панической атаки. Для гаптофобов характерно навязчивое желание немедленно помыть место контакта водой или влажной салфеткой.
Как правило, симптомы гаптофобии невозможно контролировать. Иногда может казаться, что они полностью завладевают мыслями человека и подчиняют себе его сознание. Это приводит к тому, что он всячески избегает триггерных ситуаций или объектов. Больной переключается на тактику обеспечения своей безопасности, однако она способна оказать негативный эффект и, наоборот, усилить тревогу от фобии.
Примерами гаптофобии можно привести как страх прикосновений, или как неприязнь проявления прикосновений для определённого человека. Зачастую человек проявляет гаптофобию после определенного переломного момента в жизни, будь то предательство или разочарование. Но не редки случаи проявления гаптофобии с рождения.

## Причины развития гаптофобии
Существует множество причин развития гаптофобии, которые делятся на «внешние» и «внутренние» факторы.
К внешним факторам относятся:
- Различные нарушения нервной системы: невроз навязчивых состояний и психастения;
- Сексуальное и физическое насилие в детском возрасте. Особенно остро может отображаться у взрослых, которые в детстве сталкивались с педофилами;
- Нарушения интеллектуального развития. Аутисты и умственно отсталые дети не любят, когда к ним прикасаются, и могут весьма агрессивно на это реагировать;
- Специфика работы. Может возникнуть у некоторых медицинских работников;
- Расстройства личности. Гаптофобия может возникать у людей с ананкастным либо обсессивно-компульсивным расстройством личности;
- Период полового созревания. Юноши-подростки боятся, что если до них дотронется девушка, то возникнет половое возбуждение, которое будет всем заметно;
- Предубеждения по поводу расы или национальности. Подобные прикосновения вызывают неприязнь.

К внутренним факторам можно отнести:
- Органические поражения головного мозга;
- Гормональные нарушения[11].

Существует мнение, что гаптофобия – это болезнь больших городов. Живя в мегаполисе, человеку хочется найти свой тихий уголок, который позволит остаться наедине с собой. Однако научное сообщество уверено, что у этого заболевания могут быть и более глубинные причины: неврозы и общие нарушения в нервной системе, период пубертата, гормональные сбои, поражения головного мозга. Боязнь чужих прикосновений может проявиться и у людей с расстройством аутистического спектра.
Еще одним фактором является физическое и сексуальное насилие. Больной может даже не помнить ситуации, которая с ним случилась, однако мозг будет все так же посылать сигналы тревоги.
Кроме этого, гаптофобия может возникать у тех, кто уже страдает от какого-либо психического заболевания или иной патологии. Перед тем как диагностировать недуг, квалифицированный специалист должен исключить потенциальные состояния, которые могут иметь общие с гаптофобией симптомы. Среди них – панические атаки, социальное тревожное расстройство, посттравматическое стрессовое расстройство.
В некоторых случаях болезнь может проявлять признаки, характерные для охлофобии – боязни толпы – и мизофобии – боязни микробов, грязи. Чтобы разработать корректный план лечения, доктору также необходимо исключить аллодинию, при которой люди избегают прикосновений, потому что они причиняют им физическую боль. Гаптофобия может быть связана и с проблемами обработки сенсорной информации.
Если гаптофобия вызвана рядом внутренних причин, она может передаваться по наследству. Связано это с генетическим кодом, который наследуется от родителей и передаётся к последующим поколениям. Также, появлению данной болезни могут способствовать некоторые черты характера. Таким образом, данная болезнь может как никогда и не проявиться, так и проявиться при неблагоприятных внешних условиях.

## Лечение
По данным ВОЗ, около половины взрослого населения планеты страдает от страхов, которые мешают в повседневной жизни. Примерно у 12 % из них развиваются неконтролируемые фобии. Даже приблизительное количество пациентов с диагностированной гаптофобией неизвестно. Однако Виктор Макаров, президент Общероссийской профессиональной психотерапевтической лиги, отметил гаптофобию как один из страхов, развившихся у многих во время пандемии коронавируса.
Сейчас в современной психологии и психотерапии возможно лечение любых фобий. Тем не менее нельзя дать единого рецепта, как вылечить гаптофобию – это очень широкий термин, а специалист должен разобраться в конкретных причинах у пациента, которые привели к боязни прикосновений. Рассмотрим наиболее частые методы, которыми принято бороться с данной фобией.
Обозначают следующие модули лечения:
- групповая терапия;
- когнитивно-поведенческая терапия;
- медикаментозная терапия(включающая в себя, в основном, лечение эффективными транквилизаторами(Диазепам, Лоразепам, Атаракс, Релиум, Феназепам, Оксазепам) или бета-блокаторами(например, пропранолола 10-40г перорально). Антидепрессантами. Хорошие результаты наблюдаются при лечении СИОЗС (Венлафаксин, Флуоксетин, Мапротилин);
- психоанализ (за консультациями следует обращаться именно к психотерапевтам);
- Экспозиционная терапия.

## Экспозиционная терапия[14]
Поскольку многие фобические расстройства связаны с избеганием, предпочтительная психотерапия, как правило, включает в себя экспозиционную терапию. Необходима поддержка врача, который предписывает для пациентов оставаться в контакте с тем, чего они боятся и избегают, пока тревога не будет ослаблена. Поскольку большинство пациентов знает, что их страхи чрезмерны и выводят их из строя, пациенты, как правило, изъявляют желание участвовать в этой терапии, то есть, хотят «избежать избегания».
Обычно врачи начинают с умеренного контакта (например, пациентов просят подойти к объекту, внушающему им страх, но оставаться на расстоянии). Если пациенты жалуются на учащение сердцебиения или затрудненное дыхание при контакте с ситуацией или объектом, внушающими страх, их учат замедлять дыхание и управлять им, а также прочим методам релаксации. Или же пациентов могут попросить отметить, когда участилось сердцебиение и началась одышка и когда сердцебиение и дыхание вернулись к норме. Когда пациенты начинают чувствовать себя комфортно на одном уровне контакта, уровень повышается (например, до касания объекта, внушающего страх). Клиницисты продолжать увеличивать уровень контакта до того, как пациенты не смогут нормально переносить взаимодействие с ситуацией или объектом (например, находиться в лифте, пересекать мост). Контакт может усиливаться настолько быстро, насколько позволяет переносимость пациентов; иногда требуется всего несколько сеансов.
Экспозиционная терапия помогает > 90 % пациентов из числа тех, кто осуществляет ее добросовестно; в подавляющем большинстве случаев это единственное лечение, необходимое для специфических фобий.
Люди, страдающие гаптофобией, проходят курс психотерапии. Медикаментозное лечение назначается врачом и основывается на общей картине заболевания. Однако для наиболее эффективного лечения используют именно комбинированный метод лечения. В психиатрической практике лечения фобий людям назначают определенные лекарственные препараты(проводят медикаментозную терапию) и ведут курс психотерапии(психоанализ). Длительность психотерапии зависит только от состояния человека.
По Международной Классификации Болезней 10 пересмотра (МКБ-10) Гаптофобия имеет номер F40.2 — специфические фобии

## Примечание
1. 1 2 3 4  Charles Harrington Elster. There's a Word for It!. — 1996. — С. 160. — ISBN 0684824558.
2. 1 2 3 4  John G. Robertson. Robertson's Words for a Modern Age. — 1991. — С. 213. — ISBN 0963091913.
3. ↑  Laurence Urdang, Anne Ryle, Tanya H. Lee. -ologies & -isms. — 1986. — С. 557. — ISBN 0810311968.
4. ↑  Гаптофобия у взрослых: что это за боязнь, причины, симптомы, лечение, профилактика в домашних условиях. www.kp.ru. Дата обращения: 9 февраля 2023. Архивировано 9 февраля 2023 года.
5. 1 2  John G. Robertson. An Excess of Phobias and Manias. — 2003. — С. 95. — ISBN 096309193X.
6. 1 2  John Birtchnell. How Humans Relate: A New Interpersonal Theory. — 1996. — С. 30, 142. — ISBN 0863774326.
7. ↑  Гаптофобия (тактилофобия) - боязнь прикосновений. lifemotivation.online. Дата обращения: 25 февраля 2023. Архивировано 25 февраля 2023 года.
8. ↑  Michel Dorais. Don't Tell: The Sexual Abuse of Boys. — 2002. — С. 84. — ISBN 0773522611.
9. 1 2  Боязнь прикосновений: что нужно знать о гаптофобии. HEROINE (25 августа 2021). Дата обращения: 30 августа 2022. Архивировано 30 августа 2022 года.
10. ↑  Элиас Канетти. Глава «Боязнь прикосновения и её метаморфозы» // Масса и власть.
11. ↑  Боязнь прикосновений. Психология. Дата обращения: 17 декабря 2019. Архивировано 17 декабря 2019 года.
12. ↑  Г Реймова. К вопросу переходности глаголов // Ренессанс в парадигме новаций образования и технологий в XXI веке. — 2022-05-30. — Вып. 1. — С. 95–96. — ISSN 2277-3010. — doi:10.47689/innovations-in-edu-vol-iss1-pp95-96.
13. ↑  Виды гаптофобии и методы борьбы. vplate.ru. Дата обращения: 30 августа 2022. Архивировано 30 августа 2022 года.
14. ↑  Специфические фобические расстройства - Нарушения психики. Справочник MSD Профессиональная версия. Дата обращения: 13 марта 2022. Архивировано 21 апреля 2022 года.